# Eugene Asa Carr
Eugene Asa Carr (ur. 20 marca 1830, zm. 2 grudnia 1910) – amerykański wojskowy, generał armii Unii podczas wojny secesyjnej.
Za męstwo wykazane podczas bitwy pod Pea Ridge, gdzie w randze pułkownika dowodził 3. Ochotniczym Pułkiem Kawalerii Illinois, został uhonorowany Medalem Honoru, najwyższym odznaczeniem wojskowym w Stanach Zjednoczonych.